# Wanja Lundby-Wedin

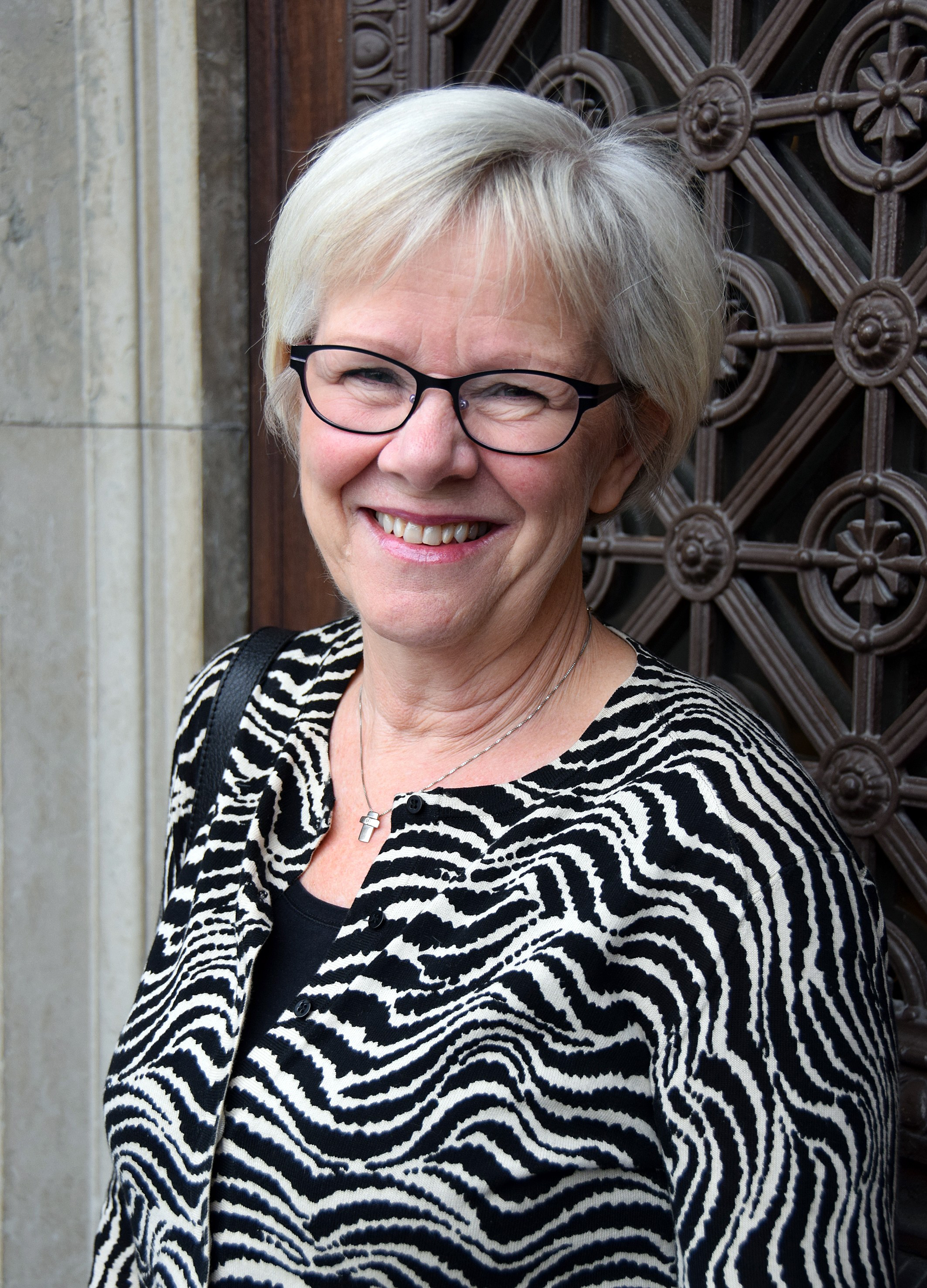
Wanda Lundby-Wedin 2013

Wanja Elisabeth Lundby-Wedin (* als Wanja Elisabeth Lundby am 19. Oktober 1952 in Enskede) ist eine schwedische Gewerkschafterin. Sie war von 2000 bis 2012 Vorsitzende der schwedischen Arbeitergewerkschaftsdachorganisation Landsorganisationen i Sverige  (LO) und von 2007 bis 2011 Präsidentin des Europäischen Gewerkschaftsbunds. 

## Leben
Wanja Lundby-Wedin ist die Tochter eines Lastkraftwagenfahrers und einer Hausfrau. Sie wuchs in Stockholm auf und machte eine Ausbildung zur Krankenschwester. Während ihrer Anstellung am Zentralkrankenhaus in Danderyd trat sie in den 
Svenska Kommunalarbetareförbundet, die schwedische Kommunalarbeitergewerkschaft, ein. Sie wurde  Vertrauensfrau ihrer Abteilung und in die Personalvertretung gewählt. Sie wurde hauptamtliche Gewerkschafterin und 1981 Vertreterin ihrer Gewerkschaft in Stockholm. 
1994 wurde Wanja Lundby-Wedin zur stellvertretenden Vorsitzenden der  Landsorganisationen i Sverige und im Jahr 2000 als erste Frau zur Vorsitzenden gewählt. Dieses Amt der 1898 gegründeten Organisation hatten bis dahin zumeist  Männer vom Svenska Metallindustriarbetareförbundet, der Metallarbeitergewerkschaft, oder vom Träarbetareförbundet innegehabt. Ihr Vorgänger war seit 1994 Bertil Jonsson gewesen. 
Am 25. Mai 2007 wurde sie in Sevilla beim Kongress der European Trade Union Confederation, dem Dachverband europäischer Gewerkschaften mit Sitz in Brüssel, zu dessen Präsidentin gewählt.
Der Verband vertritt etwa 60 Millionen Gewerkschaftsmitglieder in 36 Ländern.
Anfang 2009 hatte sie Mandate in 24 Aufsichtsräten inne, darunter bei AMF Pension, einer schwedischen Rentenkasse, die von Arbeitgeberverbänden und Gewerkschaften verwaltet wird. Wanja Lundby-Wedin geriet im März 2009 in die Kritik, weil sie in dieser Funktion einer Pensions- und Bonusregelung zugestimmt hatte, die für den Vorstandsvorsitzenden eine Zahlung in Höhe von umgerechnet zehn Millionen Euro nach dessen Ausscheiden vorsah. Kritik kam insbesondere aus drei Mitgliedsgewerkschaften der LO. Sie legte das Aufsichtsratsmandat nieder und kündigte die Aufgabe weiterer Aufsichtsratsmandate an. 
Zu Wanja Lundby-Wedins weiteren Ämtern gehören Vorstandspositionen in Nordens Fackliga Samorganisation, dem Rat der Nordischen Gewerkschaften,  und im  Internationalen Gewerkschaftsbund.  Sie ist Mitglied der Sozialdemokratischen Arbeiterpartei Schwedens und darin Mitglied des Vorstands. 
Seit dem Eintritt in den Ruhestand im Jahr 2012 engagiert Lundby-Wedin sich ehrenamtlich in der Schwedischen Kirche. Bei der Wahl zum kyrkomötet (Synode) 2013 erzielte sie die meisten Stimmen und wurde anschließend auch in die Kirchenleitung (kyrkostyrelsen) gewählt, wo sie (nach zweimaliger Wiederwahl) als erste stellvertretende Vorsitzende das höchste Laienamt in der Kirche innehat.
Wanja Lundby-Wedin ist verheiratet und hat zwei Kinder. Ihr Mann Lennart war für den Svenska Metallindustriarbetareförbundet tätig.